# NGC 7551
NGC 7551 is een spiraalvormig sterrenstelsel in het sterrenbeeld Pegasus. Het hemelobject werd op 3 november 1864 ontdekt door de Duitse astronoom Albert Marth.